# Maravalia payenae
Maravalia payenae är en svampart som först beskrevs av Marjan Raciborski, och fick sitt nu gällande namn av Y. Ono 1984. Maravalia payenae ingår i släktet Maravalia och familjen Chaconiaceae.   Inga underarter finns listade i Catalogue of Life.